# Dobříkovice
Dobříkovice (Duits: Dobschikowitz of Dobschikowitz bei Tschechtitz) is een Tsjechische plaats in de gemeente Čechtice, regio Midden-Bohemen, en maakt deel uit van het district Benešov. Het dorp ligt op 5 kilometer afstand van Čechtice.
Dobříkovice telt 14 inwoners (2021).

## Geschiedenis
De eerste schriftelijke vermelding van het dorp dateert van 1436.
In 1960 werd Dobříkovice, samen met Čechtice, ingedeeld bij het district Benešov.

## Verkeer en vervoer

### Autowegen
Er leidt een regionale weg naar het dorp.

### Spoorlijnen
Er is geen station in Dobříkovice. Het dichtstbijzijnde station is in Zdislavice, op zo'n elf kilometer afstand. Dat station ligt aan de spoorlijn van Benešov naar Vlašim.

### Buslijnen
Er is één bushalte in het dorp:
| Halte                 | Lijn(en) | Traject(en)          | Vervoerder(s) |
| --------------------- | -------- | -------------------- | ------------- |
| Čechtice, Dobříkovice | 849      | Čechtice - Načeradec | CŠAD Benešov  |

## Bezienswaardigheden
- Dorpskapel

## Galerij

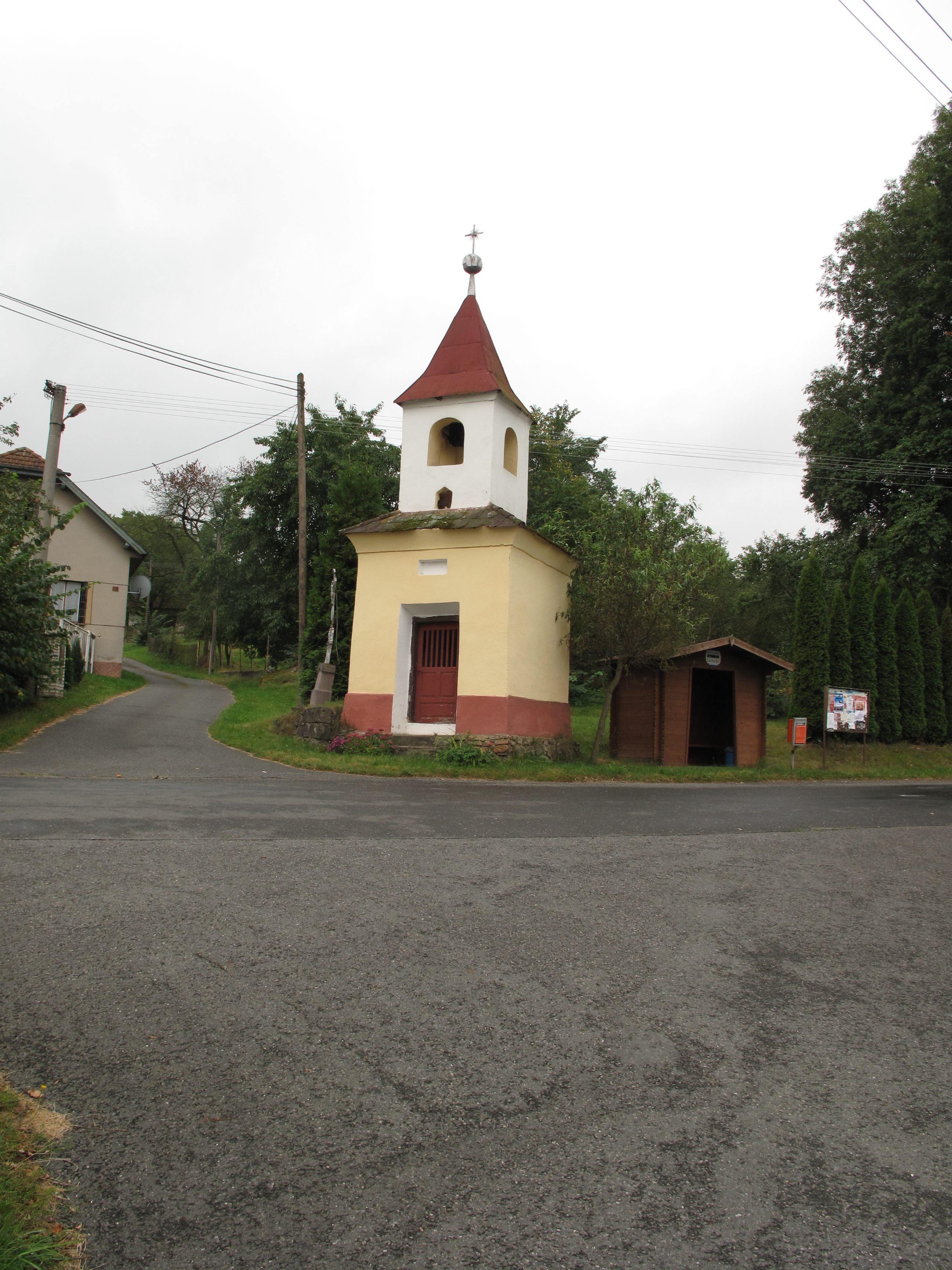
Dorpskapel en bushalte (2016)
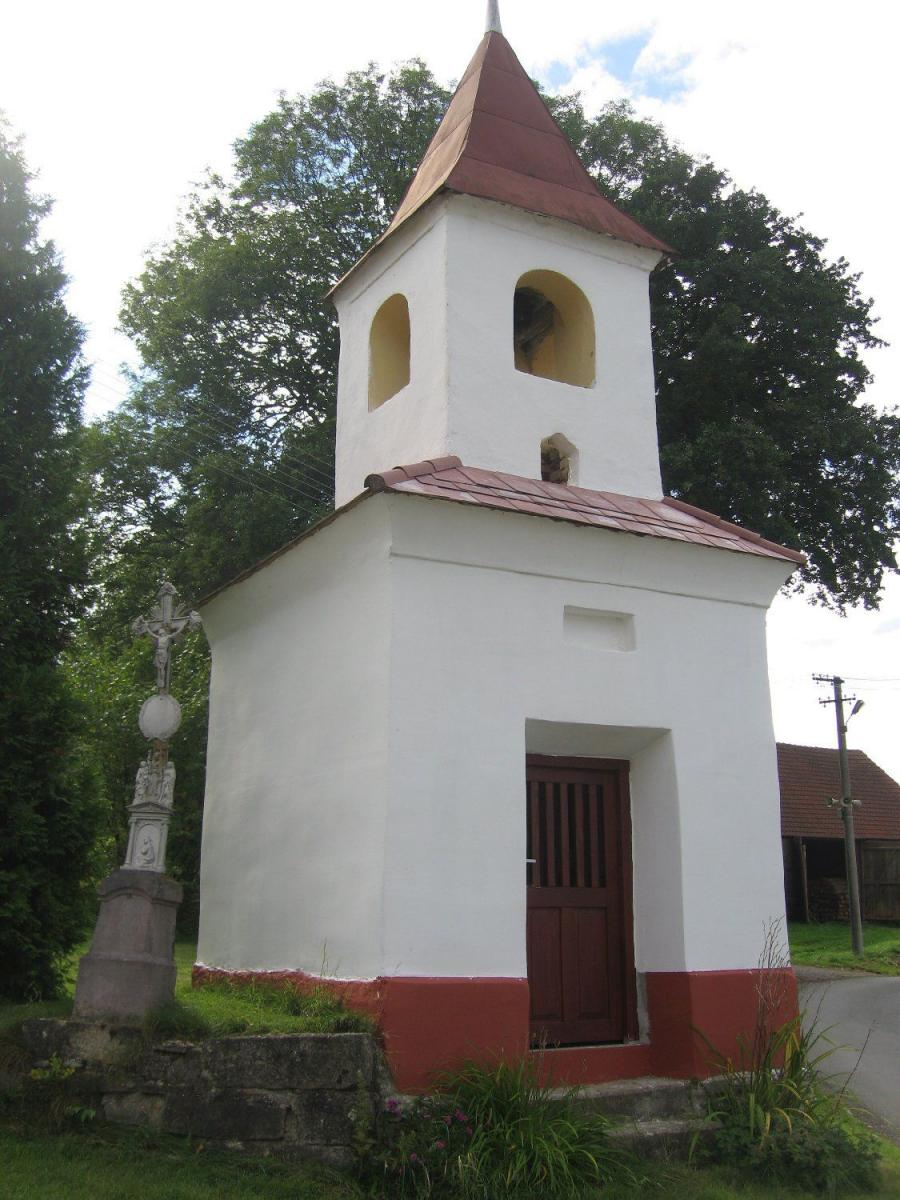
Dorpskapel (2021)
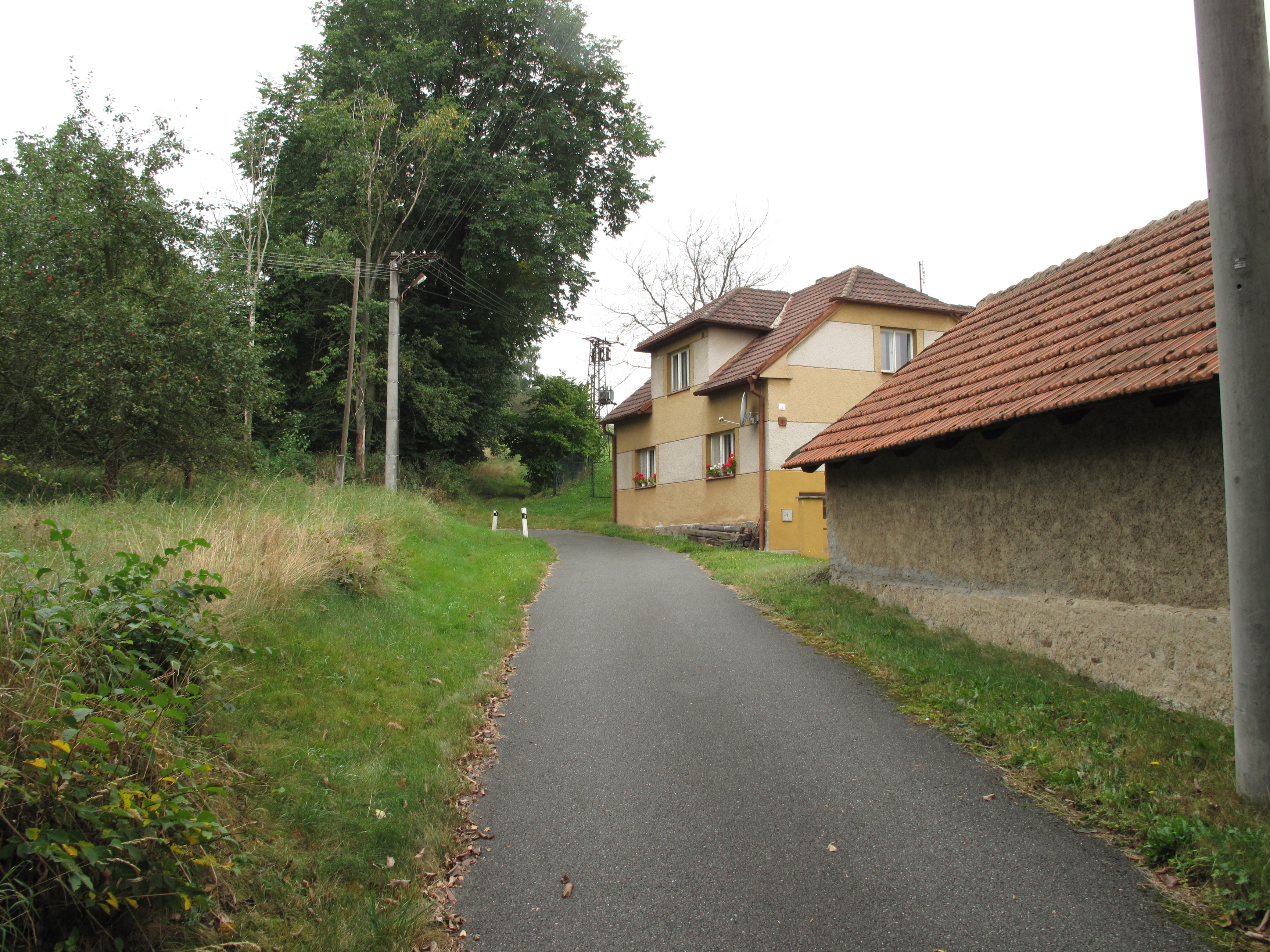
Zijstraat in het dorp (2016)